# Dairon Reyes
Dairon Reyes Rued (La Habana, Cuba; 18 de septiembre de 2003) es un futbolista cubano. Juega de delantero y su equipo actual es el Inter Miami CF II de la MLS Next Pro estadounidense. Es internacional absoluto por la selección de Cuba desde 2021.

## Trayectoria
Formado en las inferiores del Inter de Miami, Reyes debutó con el segundo equipo en la USL League One, el Fort Lauderdale CF, el 18 de julio de 2020 en la derrota por 2-0 ante el Greenville Triumph.

## Selección nacional
Debutó por la selección de Cuba el 2 de junio de 2021 ante Islas Vírgenes Británicas.

## Estadísticas
Actualizado al último partido disputado el 8 de mayo de 2023.
| Club                           | Div.          | Temporada     | Liga  | Liga  | Copas nacionales | Copas nacionales | Copas internacionales | Copas internacionales | Total | Total |
| Club                           | Div.          | Temporada     | Part. | Goles | Part.            | Goles            | Part.                 | Goles                 | Part. | Goles |
| ------------------------------ | ------------- | ------------- | ----- | ----- | ---------------- | ---------------- | --------------------- | --------------------- | ----- | ----- |
| Fort Lauderdale Estados Unidos | 3.ª           | 2020          | 5     | 1     | —                | —                | —                     | —                     | 5     | 1     |
| Fort Lauderdale Estados Unidos | 3.ª           | 2021          | 11    | 0     | —                | —                | —                     | —                     | 11    | 0     |
| Inter Miami II Estados Unidos  | 3.ª           | 2022          | 15    | 1     | —                | —                | —                     | —                     | 15    | 1     |
| Inter Miami II Estados Unidos  | 3.ª           | 2023          | 6     | 1     | —                | —                | —                     | —                     | 6     | 1     |
| Inter Miami II Estados Unidos  | Total club    | Total club    | 37    | 3     | 0                | 0                | 0                     | 0                     | 37    | 3     |
| Total carrera                  | Total carrera | Total carrera | 37    | 3     | 0                | 0                | 0                     | 0                     | 37    | 3     |